# Reinhold Carle
Reinhold Carle (* 18. Dezember 1950 in Künzelsau) ist ein deutscher Naturwissenschaftler und Hochschullehrer mit Spezialisierung auf Technologie und Analytik pflanzlicher Lebensmittel.

## Biografie
Reinhold Carle studierte Biologie, Chemie (Lehramt) und Pharmazie an der Universität Tübingen, an der er 1979 über Steroidalkaloide und Sapogenine in Nachtschattengewächsen mit „summa cum laude“ promovierte. Von 1982 bis 1994 leitete der approbierte Apotheker die Naturstoffforschung und Entwicklung pflanzlicher Pharmazeutika bei der ASTA Medica in Frankfurt am Main. Nachdem er 1993 seine Habilitation in pharmazeutischer Biologie an der Universität Regensburg erlangt hatte, leitete er zwischen 1994 und 1996 die Abteilung Pharmazeutische Chemie, Biologie und Technologie am Bundesinstitut für Arzneimittel und Medizinprodukte (BfArM) in Berlin. Reinhold Carle folgte 1996 nach einem Ruf auf die C4-Professur für Pharmazeutische Biologie an der Universität Jena einem Ruf auf eine C4-Professur an die Universität Hohenheim in Stuttgart und hatte den Lehrstuhl für Technologie und Analytik pflanzlicher Lebensmittel inne.
Bereits als Student forschte Carle im Sonderforschungsbereich 19 „Tübinger Atlas des Vorderen Orients“. Zwischen 2000 und 2012 war er am Sonderforschungsbereich 564 über „Nachhaltige Landnutzung und ländliche Entwicklung in Bergregionen Südostasiens“ beteiligt. 2005 erhielt er einen Ruf auf eine W3-Professur für Lebensmittelsystemtechnik an der Technischen Universität München sowie einen weiteren Ruf als Leiter des Fraunhofer-Instituts für Verfahrenstechnik und Verpackung in Freising. Seine Forschungsleistungen wurden 2007 mit der Ehrendoktorwürde der University of Food Technologies in Plowdiw, Bulgarien sowie 2008 mit der Ernennung zum außerordentlichen Professor an der Universidad Salvadoreña Masferrer in El Salvador geehrt. Seit 2014 ist Carle zudem Distinguished Adjunct Professor an der König-Abdulaziz-Universität in Jeddah, Saudi-Arabien.
Das Thomson Reuters Institute of Scientific Information kürte Carle 2014 zu den weltweit einflussreichsten Wissenschaftlern im Bereich agrikultureller Forschung. Seine Hauptforschungsgebiete sind neben der Gewinnung von Wertstoffen aus Reststoffen der Lebensmittelproduktion die Verarbeitung tropischer und subtropischer Früchte, die Gewinnung und Stabilisierung pflanzlicher Farbstoffe, die Authentizitäts- und Qualitätsbestimmung pflanzlicher Lebensmittel sowie ernährungsphysiologische Eigenschaften von Frucht- und Gemüseprodukten. Carle veröffentlichte in seiner 22-jährigen Tätigkeit an der Universität Hohenheim über 360 Originalarbeiten und 32 Übersichtsartikel in begutachteten Fachjournalen zum Thema pflanzliche Lebensmittel. Außerdem gab er drei Bücher heraus und publizierte 44 Buchbeiträge, 16 Patente sowie 80 weitere wissenschaftliche Beiträge. In seiner bisherigen Laufbahn betreute er über 400 Diplom- und Masterarbeiten, promovierte 62 Doktoranden und vier seiner Schüler habilitierten sich an der Universität Hohenheim. Zehn seiner Schüler sind derzeit als Hochschullehrer in Deutschland, Costa Rica und Thailand tätig. Große Beachtung erlangten im Sommer 2015 seine Studien, wonach bestimmte Vitamine aus Orangensaft für den menschlichen Körper besser bioverfügbar sind als aus der ganzen Frucht. Auch seine Untersuchungen über die FODMAPs in Brotgetreide mit der Forderung nach einer Rückbesinnung auf längere Gärzeiten von Teigen zur Verbesserung der Verträglichkeit von Backwaren bei Reizdarm-Patienten fanden große Resonanz. Sein Urteil hatte in der Fachwelt großes Gewicht, so auch im erfolgreichen Rechtsstreit von Ritter Sport gegen Stiftung Warentest.

## Publikationen (Auszug)
- Bioavailability of β-cryptoxanthin is greater from pasteurized orange juice than from fresh oranges - a randomized cross-over study. In: Molecular Nutrition and Food Research, Band 59 (2015), S. 1896–1904, ISSN 1613-4125 (mit Aschoff, J.; Rolke, C.L.; Breusing, N.; Bosy-Westphal, A.; Högel, J.; Schweiggert, R.M.).
- Influence of chromoplast morphology on carotenoid bioaccessibility of carrot, mango, papaya, and tomato. In: Food Chemistry, Band 135 (2012), S. 2736–2742, ISSN 0308-8146 (mit Schweiggert, R.M.; Mezger, D.; Schimpf, D.; Steingaß, C.B.).
- Identification and quantification of phenolic compounds from pomegranate (Punica granatum L.) peel, mesocarp, aril and differently produced juices by HPLC-DAD-ESI/MSn. In: Food Chemistry, Band 127 (2011), S. 807–821, ISSN 0308-8146 (mit Fischer U.A.; Kammerer, D.R.).
- Functional properties of anthocyanins and betalains in plants, food, and in human nutrition. In: Trends in Food Science and Technology, Band 15 (2004), S. 19–38, ISSN 0924-2244 (mit Stintzing F.C).
- By-products of plant food processing as a source of functional compounds - Recent developments. In: Trends in Food Science and Technology, Band 12 (2001), S. 401–413, ISSN 0924-2244 (mit Schieber, A.; Stintzing F.C).
- Determination of phenolic acids and flavonoids of apple and pear by high-performance liquid chromatography. In: Journal of Chromatography A, Band 910 (2001), S. 265–273, ISSN 0021-9673 (mit Schieber, A.; Keller, P.).
- Carotenoid deposition in plant and animal foods and its impact on bioavailability. In: Critical Reviews in Food Science and Nutrition, Band 57 (2017), S. 1807–1830 (mit Schweiggert, R.M.).
- Wheat and the irritable bowel syndrome - FODMAP levels of modern and ancient species and their retention during bread making. In: Journal of Functional Foods, Band 25 (2016), S. 257–266 (mit Ziegler, J.U., Steiner, D., Longin, C.F.H., Würschum, T., Schweiggert, R.M.).

## Buchveröffentlichungen
- Die Vegetation des Maharlu-Beckens bei Siras (Iran) unter besonderer Berücksichtigung der Vegetation im Bereich der Süß- und Salzwasserquellen am Seeufer. Beihefte zum Tübinger Atlas des Vorderen Orients II, Ludwig Reichert Verlag, ISBN 978-3-88226-005-2 (mit Frey, W.)
- Ätherische Öle - Anspruch und Wirklichkeit, Paperback APV, Band 34 (1993), Wissenschaftliche Verlagsgesellschaft, Stuttgart, ISBN 3-8047-1293-2
- Handbook on Natural Pigments in Food and Beverages Industrial - Applications for Improving Food Color, Woodhead Publishing Series in Food Science, Technology and Nutrition, No. 295 (2016), ISBN 978-0-08-100371-8 (mit Schweiggert, R.M.)

## Auszeichnungen
- Verleihung des Ehrentitels Doctor honoris causa der Universität für Lebensmitteltechnologien in Plowdiw, Bulgarien[4]
- Ernennung zum außerordentlichen Professor an der Universidad Salvadoreña Masferrer in San Salvador, El Salvador[5]
- Ernennung zum Distinguished Adjunct Professor der King Abdulaziz University in Jeddah, Saudi-Arabien[6]
- Fellow of the Institute of Food Technologists (IFT), Chicago, USA[13]
- Polyphenols Award 2013, International Society of Antioxidants in Nutrition and Health, Paris, Frankreich[14]
- Polyphenols Award 2015, International Society of Antioxidants in Nutrition and Health, Paris, Frankreich[15]
- Highly Cited Researcher, Thomson Reuters Institute of Scientific Information[16]
- Baumann-Gonser-Gedenkmedaille des Verbandes der deutschen Fruchtsaft Industrie in Bonn, Deutschland